# Cheiracanthium exilipes
Cheiracanthium exilipes is een spinnensoort uit de familie Cheiracanthiidae.
De wetenschappelijke naam van de soort werd in 1846 als Clubiona exilipes gepubliceerd door Hippolyte Lucas.